# Наньсыху
Наньсыху́ (кит. упр. 南四湖, пиньинь Nánsì hú, буквально: «Южные четыре озера») — крупнейший пресноводный водоём северного Китая. Он протянулся на 120 км с севера на юг и на 25 км с запада на восток, и имеет площадь 1266 км².
Водоём Наньсыху расположен на границе провинций Шаньдун и Цзянсу, и с древних времён играет очень важную роль в экономике страны, так как через него проходит Великий канал Китая. Наньсыху изначально состоял из четырёх отдельных озёр:
- Вэйшаньху (кит. упр. 微山湖, пиньинь Wēishān hú)
- Душаньху (кит. упр. 独山湖, пиньинь  Dúshān hú)
- Наньянху (кит. упр. 南阳湖, пиньинь Nányáng hú)
- Чжаоянху (кит. упр. 昭阳湖, пиньинь Zhāoyáng hú)

В 1960-х годах в результате мелиоративных работ четыре отдельных озера стали единым водоёмом.

## Изображения

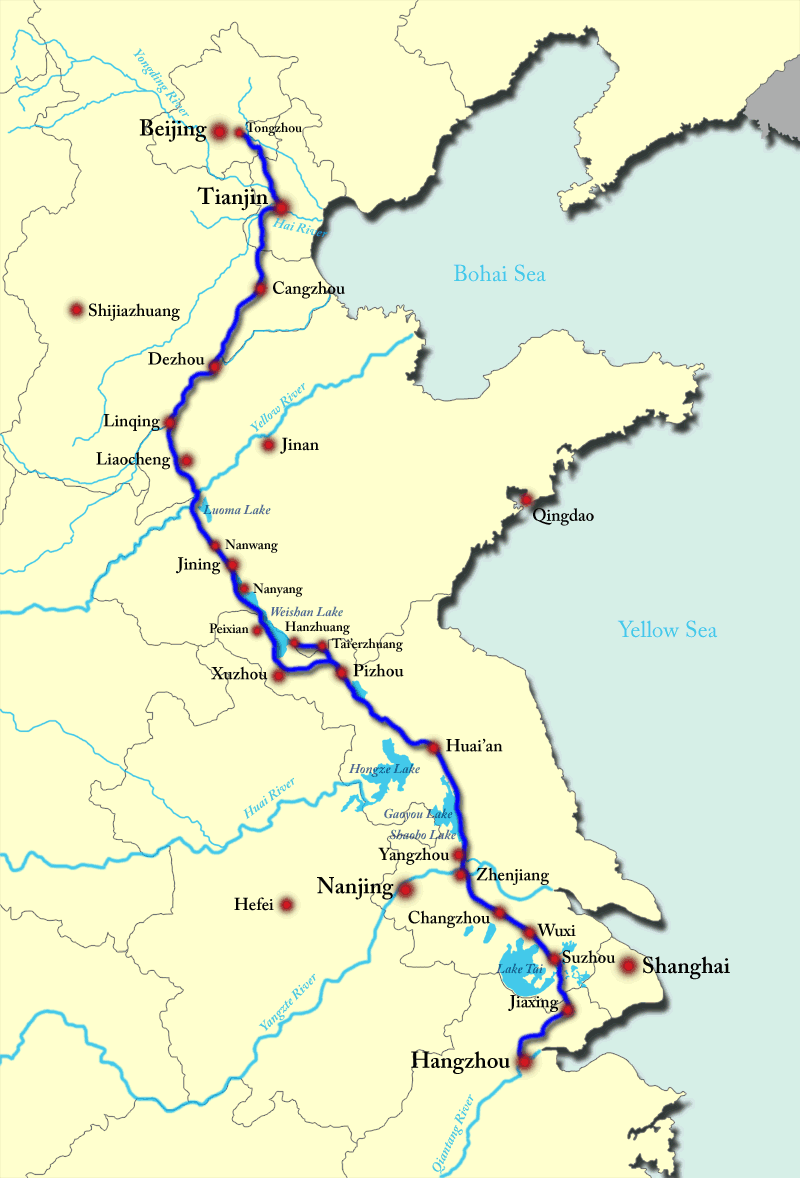
Карта Великого канала Китая. Наньсыху находится в его середине, между Цзинином и Сюйчжоу.
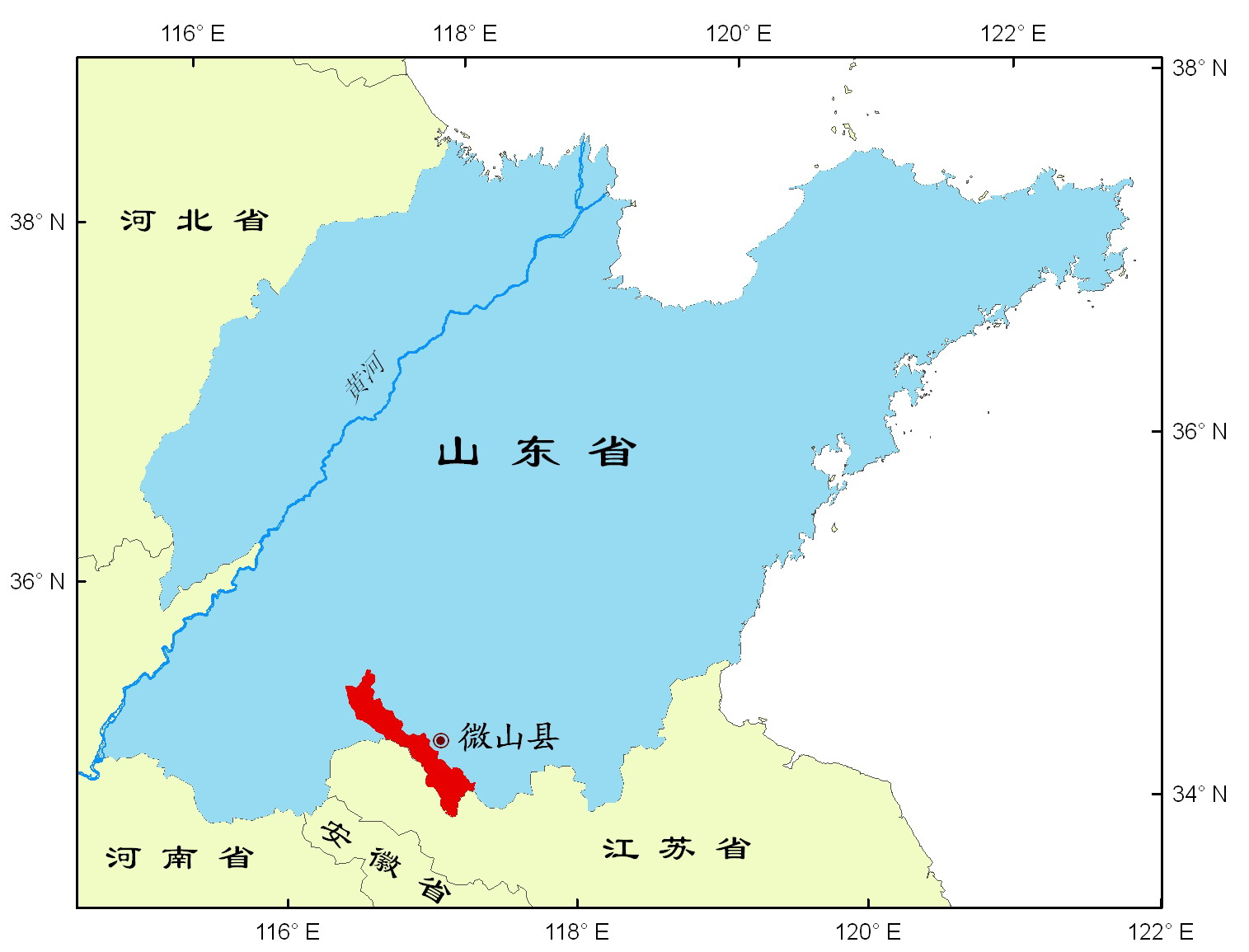
Расположение озера Вэйшаньху на карте провинции Шаньдун